# IB3
IB3 é um canal de televisão gerido pela empresa pública Televisão das Ilhas Baleares que pertence ao Ente Público de Radiotelevisão das Ilhas Baleares.

## História

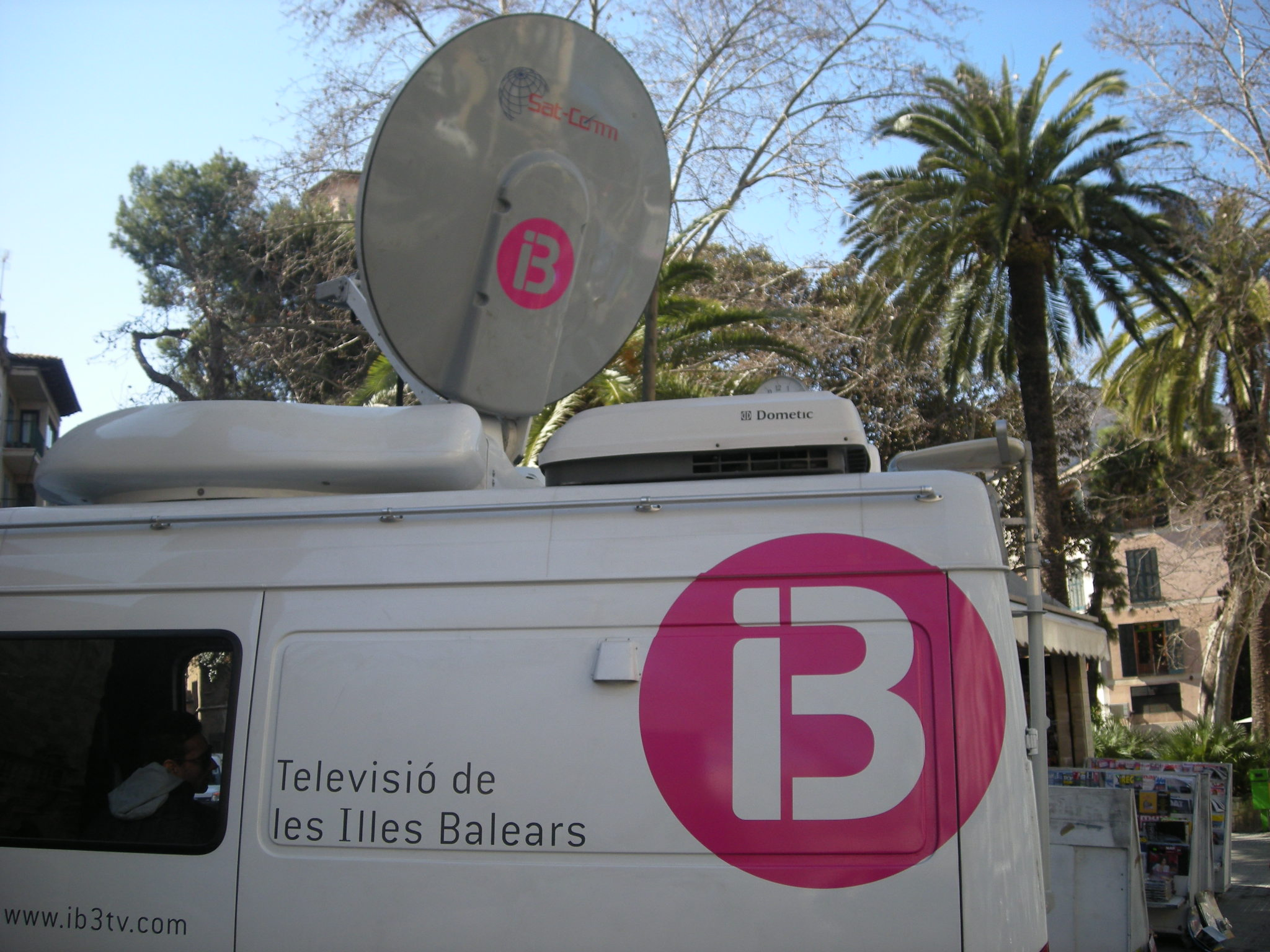
Imagem de uma estação móvel da IB3

Começou a emitir, em fase de teste, o Dia das Ilhas Baleares, o 1º de Março de 2005. Ainda assim, os noticiários tiveram início em Maio. Iniciou as emissões regulares a 5 de Setembro de 2005. Foi a sexta cadeia televisiva autonómica que se pôs em marcha.
Os estúdios centrais encontram-se no Polígono de Son Bugadelles, em Calvià, município da ilha de Maiorca, próximo à capital de Palma. Também dispõe de delegações nas ilhas de Minorca, Ibiza e Formentera. Bem como uma pequena sede em Madrid.
Desde outubro de 2007 que toda a programação é em catalão, apesar de inicialmente as suas emissões terem sido bilingues (catalão em informação, programação infantil, programas e novelas de produção própria, e língua castelhana em filmes, séries, documentários e alguns programas de produção própria). Mas foi adquirindo filmes dobrados em catalão e começou a fazer uma dobragem com o catalão típico das Ilhas.
A 3 de Dezembro de 2008 estreou a sua nova imagem corporativa, uma imagem radicalmente diferente da anterior, trocando as cores amarelo e azul pelo magenta, branco e cinzento, e com um logótipo também completamente distinto.
Mesmo assim, a partir de 2012, com José Manuel Ruiz Rivero na nova gerência, o IB3 abandona a tarefa de normalizar o uso do catalão e volta a emitir filmes em castelhano.
Em 2016, com a mudança do diretor-geral para André Manresa Monserrat, o IB3 voltou a emitir integralmente em catalão (informação, programação infantil, programas e séries de produção própria, filmes, etc).

### IB3 na Catalunha
A 5 de Setembro de 2005, o IB3 começou a emitir analogicamente na Catalunha através do canal 55 do UHF a partir da emissora em Collserola, e através do canal 31 a partir da emissora de La Mussara. A emissão era a mesma que se podia ver nas Ilhas Baleares.
A 1 de Dezembro de 2007, a IB3 Sat substituiu a emissão analógica da IB3 na Catalunha. A 2 de Março de 2009 a IB Sat começou a emitir digitalmente (TDT) na Catalunha. Não emitia filmes, séries nem retransmissões desportivas que a TVC também tivesse. As emissões na Catalunha foram cortadas a Outubro de 2012, ainda que a TV3CAT tenha continuado as suas emissões nas Ilhas Baleares. A 15 de Abril de 2016 a IB3 voltou a emitir digitalmente (TDT) na Catalunha.